# Уявний друг (роман)
«Уявний друг» (англ. «Imaginery Friend») — роман американського письменника Стівена Чбоскі. Виданий 1 жовтня 2019 року видавництвом «Гранд Централ Паблішинґ» у Пенсильванії.
Книга «Уявний друг» тут-таки потрапляє в десятку бестселерів за версією «Нью-Йорк Таймс» і тримається там достатньо довго.

## Сюжет
Уявіть… Що тікаєте з дому посеред ночі. Що знаєте, як мама робить усе для вашого щастя, але їй так само страшно, як і вам.
Уявіть… Що переходите в нову школу, знайомитеся з новими людьми. Що бачите, яка щаслива від того ваша мама. Що чуєте манливий голос.
Уявіть… Що прямуєте за знаками, заходите в ліс, пропадаєте безвісти на шість днів. І нічого не пам’ятаєте про те, що сталося.
Уявіть… Що зміниться все… І доведеться рятувати всіх, кого любите.

## Передмова
«Як і "Привіт, це Чарлі! або Переваги сором’язливих", "Уявний друг" стверджує: в яких жахливих місцях ви не побували б, які страшні речі не побачили б, ніхто, ніщо і ніде не здатне позбавити вас надії. Цю істину Чбоскі майстерно розкриває у трилері "Уявний друг". У тільки йому притаманному стилі — ґрунтовно та вишукано, моторошно і життєствердно. Не знаю, як він це робить, але йому вдається. І це — шедевр».
Емма Вотсон.

## Реакція
Культурна інтернет-газета «The Village Україна» прокоментувала: «Те, що нас не вбило… повернеться через п’ятдесят років і доб’є. Приємного читання».
А «Блог Yakaboo.ua» відгукується про книгу так: «За атмосферою «Уявний друг» суголосний творам Стівена Кінґа. Читач бачить світ очима хлопчика, але порушені питання і проблематика твору – цілком дорослі».
Саме ж українське видавництво «Рідна мова» описала її як: «Грубезна цеглина Чбоскі «Уявний друг» – жахастик, та ще й із тих, де лякають і монстри під ... Ганна Улюра про книжку «Уявний друг» Стівена Чбоскі.